# وزارت دفاع هند
وزارت دفاع هند (انگلیسی: Ministry of Defence) از وزارتخانه‌های دولت هند است، که وظیفه مدیریت نیروهای مسلح هند را برعهده دارد و در سال ۱۷۷۶ تأسیس شد.
وزارت دفاع هند مسئول هماهنگی و نظارت بر تمام سازمان‌ها و وظایف دولت است که بطور مستقیم به امنیت ملی و نیروهای مسلح هند مربوط می‌شود. رئیس جمهور هند فرمانده کل قوای تشریفاتی نیروهای مسلح کشور است. وزارت دفاع چارچوب سیاست و منابع را برای نیروهای مسلح فراهم می‌کند تا مسئولیت خود را در زمینه دفاع از کشور انجام دهند. نیروهای مسلح هند (شامل ارتش هند، نیروی هوایی هند، نیروی دریایی هند) و گارد ساحلی هند تحت نظر وزارت دفاع، در درجه اول مسئول تضمین تمامیت ارضی هند هستند.
بر پایه آمار استاتیستا، وزارت دفاع هند با ۲ میلیون و ۹۲۰ هزار کارمند، یکی از بزرگترین کارفرمایان جهان است. این وزارتخانه هر ساله در ماه ژانویه جشن‌ها و رژه روز جمهوری را در راجپات سازماندهی و اجرا می‌کند. وزارت دفاع هند بیشترین بودجه را در بین ادارات فدرال هند دارد و در حال حاضر از نظر هزینه‌های نظامی در جهان، در بین کشورهای جهان، رتبه سوم را در اختیار دارد.